# Pentax K-r

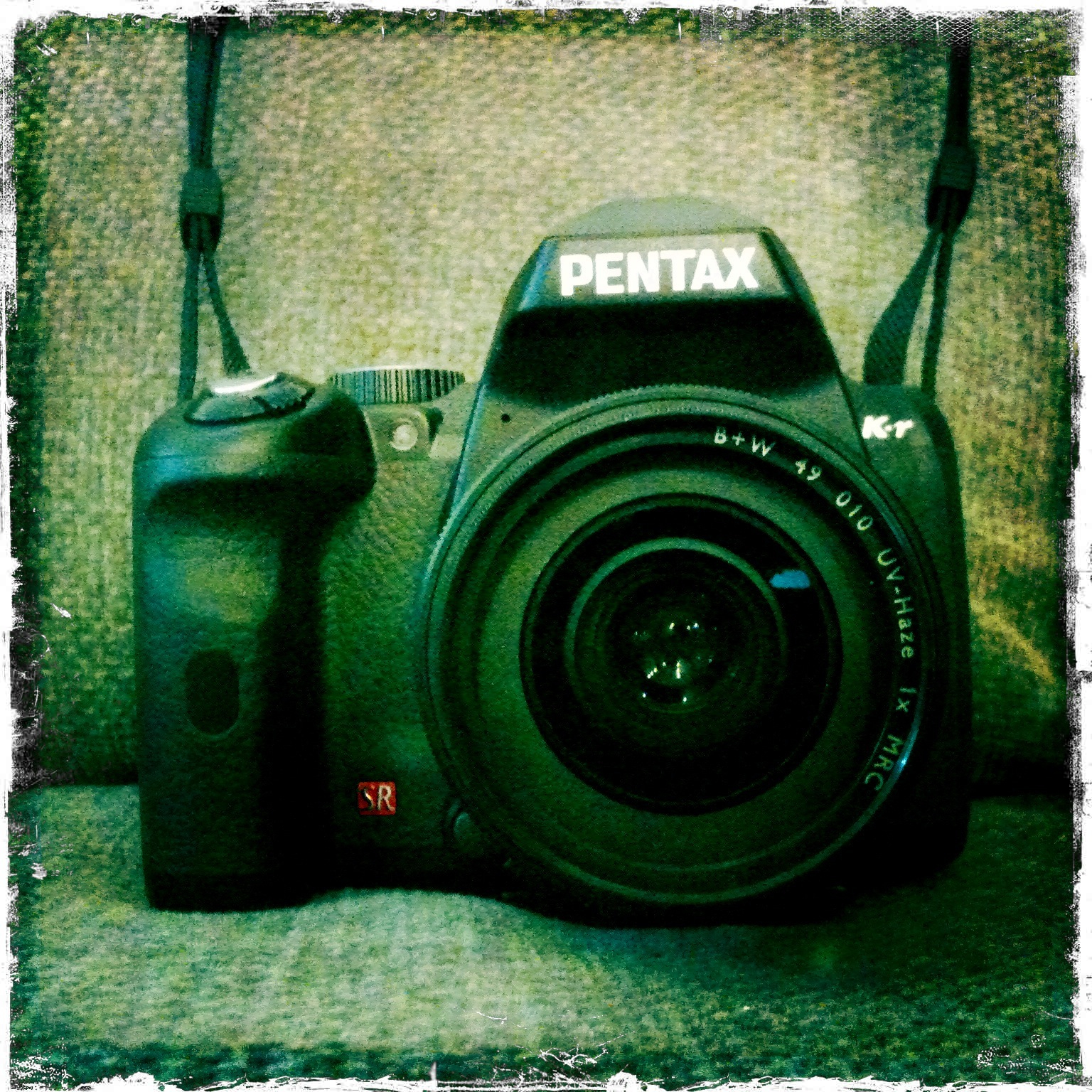
Pentax K-r

Pentax K-r je digitální zrcadlovka firmy Pentax uvedená na trh 9. září 2010.

## Parametry
K-r má snímač typu APS-C a nabízí maximální rozlišení 12,4 megapixelů, rychlost závěrky až 1/6000 sekundy a základní rozsah citlivosti 200-12800 (dle ISO 5800). Pro napájení je používán buď lithium-iontový akumulátor D-LI109 nebo (při přikoupení speciální vložky) čtveřice tužkových článků AA. Fotografie jsou ukládány na kartu typu SD (respektive SDHC a SDXC) a to ve formátu JPEG nebo
Raw.
Fotoaparát umí živý náhled.